# Schindlers liste (bog)
 For alternative betydninger, se Schindlers liste. (Se også artikler, som begynder med Schindlers liste)
Schindlers liste (oprindeligt: Schindler's Ark) er en roman fra 1982 af den australske forfatter Thomas Keneally, der vandt Bookerprisen for den samme år. Romanen udkom i USA under navnet Schindler's List og blev i 1993 filmatiseret af Steven Spielberg.
Selvom bogen er baseret på virkelige personer og hændelser, er den klassificeret som fiktion. Bogen fortæller historien om Oskar Schindler, et medlem af nazi-partiet, som bliver en overraskende helt. Ved krigens slutning har Schindler reddet 1100 jøder fra koncentrationslejre over hele Polen og Tyskland.
Bogen blev første gang udgivet i Danmark i 1994.
| Bog | Spire Denne artikel om bøger og tidsskrifter er en spire som bør udbygges. Du er velkommen til at hjælpe Wikipedia ved at udvide den. |